# Cheri Beasley

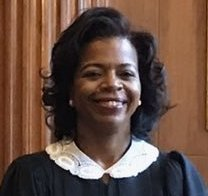
Ceri Beasley 2017 als Richterin am North Carolina Supreme Court.

Cheri Beasley (* 14. Februar 1966) ist eine US-amerikanische Juristin und Politikerin (Demokratische Partei). Sie war von 2014 bis 2020 die erste afroamerikanische Frau, die als Richterin am North Carolina Supreme Court diente. Ab 2019 war sie Chief Justice des Bundesstaates North Carolina.

## Werdegang
Cheri Beasley studierte an der Rutgers University und dem University of Tennessee College of Law. An der Duke University School of Law erlangte sie schließlich den Grad eines Master of Laws (L.L.M). Sie verbrachte ein Jahr als Gaststudentin an der University of Oxford.
Cheri Beasley war zunächst von 1994 bis 1999 als Staatsanwältin tätig.
Sie begann ihre Karriere als Richterin an einem District Court North Carolinas im Cumberland County, wo sie von 1999 bis 2008 tätig war. 2008 wurde sie zur Richterin am Berufungsgericht, dem North Carolina Court of Appeals, gewählt. Sie war damit die erste afroamerikanische Frau, die eine staatsweite Wahl in North Carolina für sich entscheiden konnte, ohne zuvor ernannt worden zu sein. 2014 folgte die Wahl zur Richterin am Obersten Gericht ihres Bundesstaates. 2019 ernannte Gouverneur Roy Cooper Beasley zum Chief Justice.
Als Chief Justice musste Beasley unter anderem wegen der COVID-19-Pandemie in den Vereinigten Staaten Notstandsanordnungen für die Gerichte North Carolinas treffen.
Bei der Wahl 2020 wurde sie um 412 Stimmen nicht als Richterin des Supreme Courts wiedergewählt. Nach dem Ausscheiden aus dem Gericht wurde sie als Rechtsanwältin in einer Kanzlei in Raleigh tätig.
Am 27. April 2021 gab sie bekannt, dass sie sich bei der Senatswahl 2022 für einen der beiden Sitze North Carolinas im Senat der Vereinigten Staaten bewarb. Sie wäre im Falle eines Wahlsieges die erste Afroamerikanerin gewesen, die North Carolina im Senat vertritt. Beasley gewann die demokratische Vorwahl, so dass sie im November gegen den republikanischen Kandidaten Ted Budd antrat. Sie unterlag Budd dann in der Hauptwahl im November 2022.